# Штумм-Гальберг, Карл Фердинанд фон
Барон Карл Фердинанд фон Штумм-Гальберг (нем. Carl Ferdinand von Stumm-Halberg; 30 марта 1836, Саарбрюккен, Рейнская провинция — 8 марта 1901, Гальберг, Brebach-Fechingen) — прусский промышленник и политик; самый богатый человек во Втором Рейхе.

## Биография
Карл Фердинанд Штумм родился 30 марта 1836 года в городе Саарбрюккене, во дворце своего деда Фридриха Филиппа Штумма (1751—1835) — одного из трёх учредителей компании «Братья Штумм».

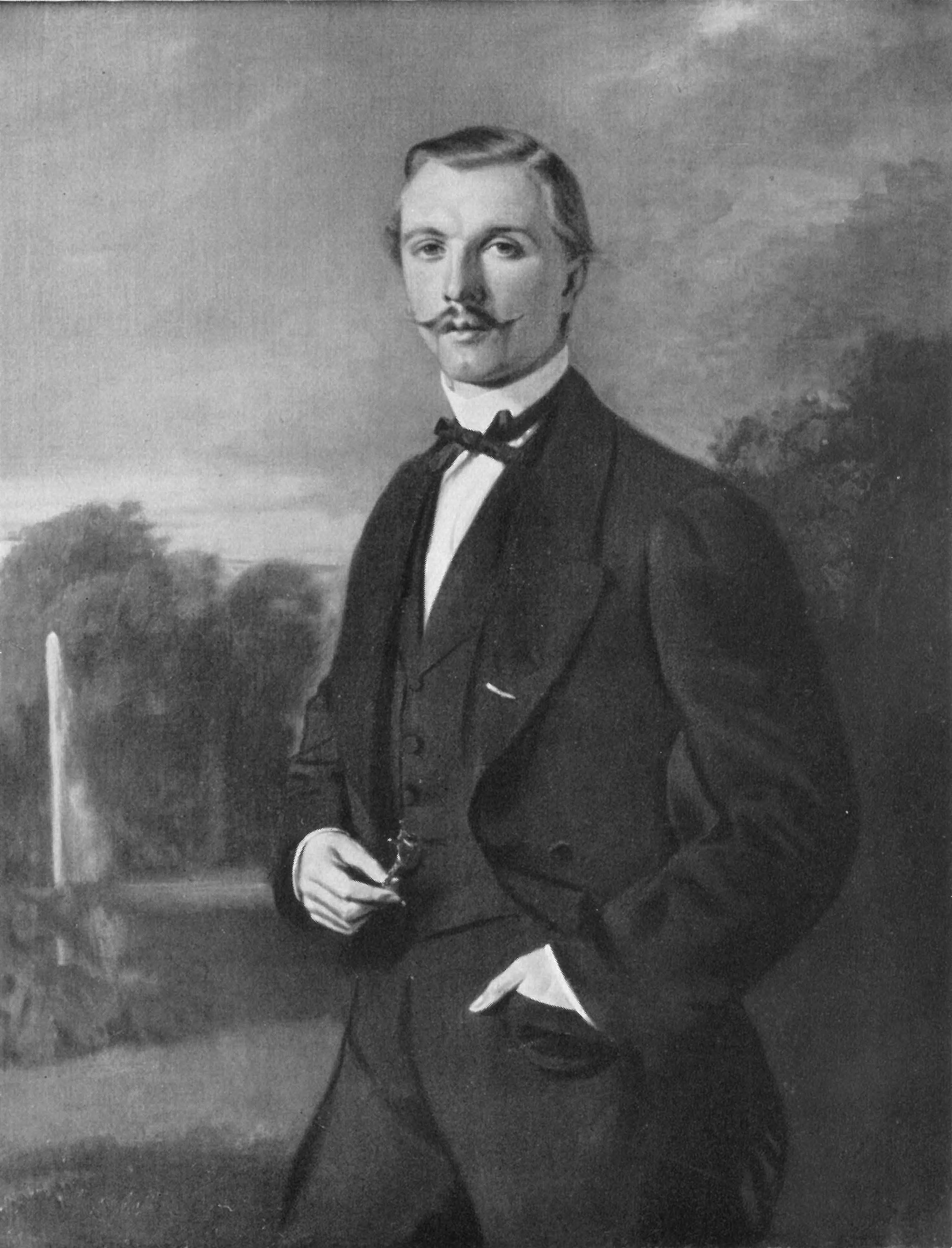
Штумм в 1860 году

Стоял во главе промышленной фирмы «Gebrüder Stumm» в Нейнкирхене (в Рейнской провинции), которую поднял на весьма значительную высоту. Кроме того, был членом и президентом нескольких акционерных обществ, владевших крупными сталелитейными, чугуноплавильными и другими заводами в Рейнской провинции, Эльзасе и Лотарингии и Люксембурге; был президентом Саарбрюкенской торговой палаты, «Союза для охраны экономических интересов промышленности в области Заара» и других организаций. 
На всех своих заводах он старался создать патриархальные отношения между руководством и рабочими: строил жильё для рабочих, которое отдавалось рабочим на таких условиях, которые прикрепляли их к фабрике (аналог служебного жилья); устраивал дешёвые столовые для рабочих, бани, школы и библиотеки (очень строго цензуруя выбор книг), больницы и лазареты; долго прослужившие у него рабочие по большей части получали от него пенсии. 

Штумм в 1866 году

Вместе с тем Штумм-Гальберг очень строго следил за направлением мыслей рабочих, стремясь к тому, чтобы в их среду не проникала ненавистные ему социал-демократические идеи, и вмешивался во все мелочи жизни рабочих, стараясь их устроить согласно своим взгляд; он регулировал даже брачные союзы рабочих. Все это доставило ему насмешливую кличку «папа Штумм»; его влияние на Западную Германию и властность его натуры создали ему также другое, очень широко распространенное прозвище — «король Штумм». Общее число рабочих на его заводах в конце его жизни составляло более 5500 человек.
Во время Франко-прусской войны, как истинный патриот, не прятался за пухлым кошельком, а служил капитаном кавалерии в прусском ландвере; его боевые заслуги были отмечены Железным крестом.
В 1867—1870 гг. он был депутатом в прусском ландтаге, а с 1882 года — пожизненным членом прусской палаты господ. 
С 1867 до 1881 и с 1889 года до самой смерти он был членом северо-германского, а затем германского рейхстага. 
Штумм был одним из основателей Имперской партии, в состав правления (нем. Vorstand) которой входил все время своей работы в рейхстаге; в своей партии он принадлежал к самому крайнему крылу. Он был одним из самых талантливых в рейхстаге защитников протекционизма, не столько аграрного, сколько индустриального, точно так же он всегда выступал в качестве одного из главных ораторов в защиту всех военных и морских мероприятий правительства и колониальной системы; был горячим поклонником Отто фон Бисмарка. 

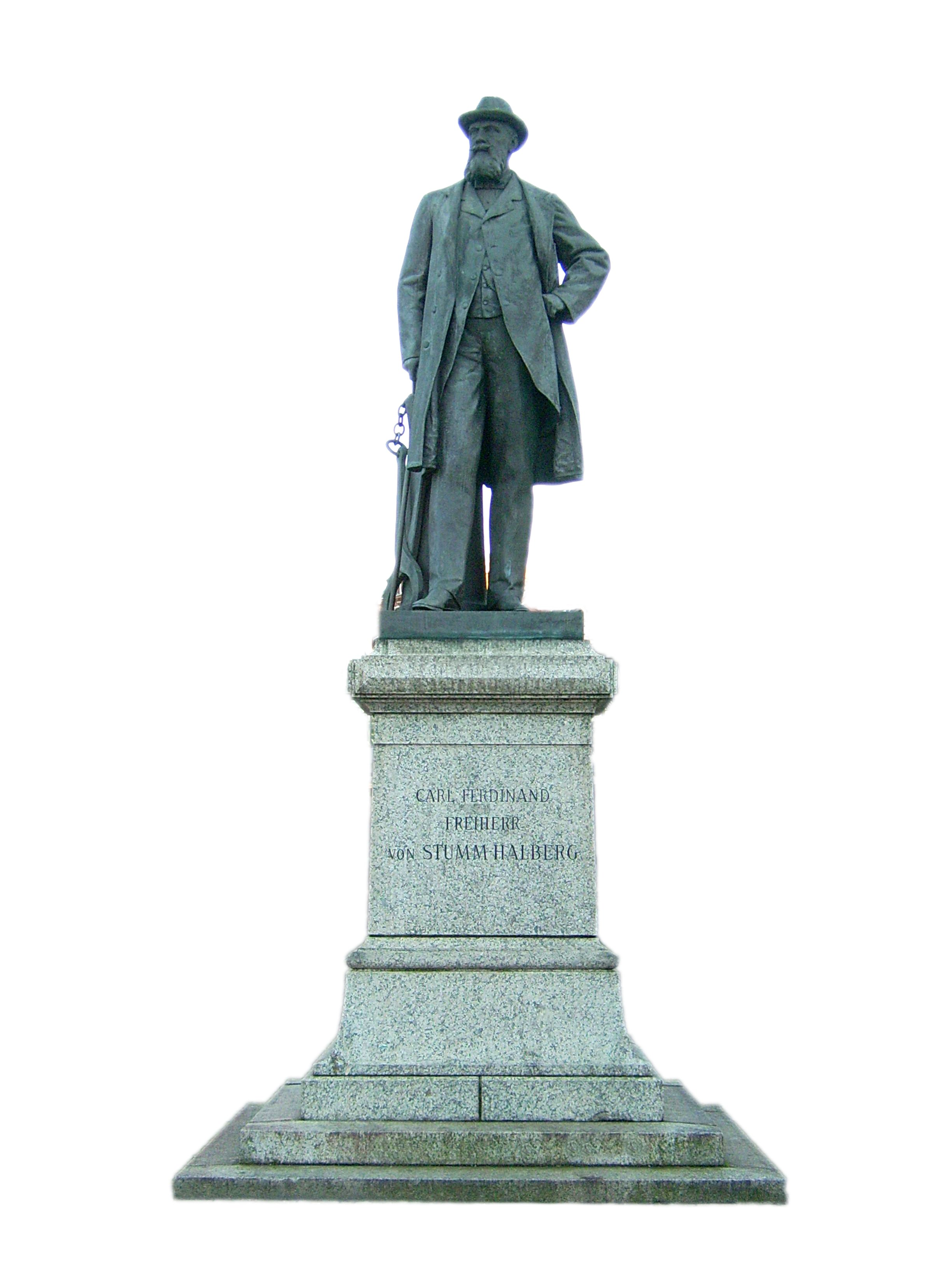
Памятник барону
Штумму-Гальбергу

В вопросах социальной политики он ещё с 1869 года отстаивал государственное страхование рабочих от старости и инвалидности, но противился всем дальше идущим требованиям. Он был одним из главных борцов против социал-демократии, которую ненавидел; но одинаково с социал-демократией он ненавидел и социал-политиков, так называемых катедер-социалистов, либеральных профессоров, либеральных богословов и т. д., которые, по его мнению, лучше всего готовили почву для социал-демократии; пастор Науман, профессор богословия Гарнак, товарищ Штумма по рейхстагу богатый пивовар Резике, сторонник социальных мероприятий точно так же, как Евгений Рихтер, были ему антипатичны не менее, чем Бебель и Либкнехт. 
Германский император Вильгельм II ещё задолго до вступления на престол сблизился со Штуммом-Гальбергом, который впоследствии стал одним из ближайших его друзей и советников. Вильгельм неоднократно посещал Штумма в его поместье и охотился вместе с ним. 
Карл Фердинанд Фрайгерр фон Штумм-Гальберг умер 8 марта 1901 года в Гальберге.
С 31 мая 1860 года Штумм был женат на своей троюродной сестре Иде Шарлотте Бёкинг (1839–1918); в этом браке родилось пятеро детей, однако среди них (и даже среди его зятьев) Штумм-Гальберг не нашел достойного приемника и почти всё его имущество досталось тем акционерным компаниям, к которым он принадлежал. 
В 1902 году в Нейнкирхене барону Штумму-Гальбергу был поставлен памятник.